# Henri Charrière
Henri Charrière (Saint-Étienne-de-Lugdarès, 16 november 1906 – Madrid, 29 juli 1973) was een Frans crimineel en schrijver. Hij werd beroemd door zijn autobiografische roman Papillon (1969).
Charrière werd geboren als derde kind van onderwijzers in de Ardèche waar hij opgroeide in Ucel. Hij had twee oudere zusters. Zijn vader Joseph Charrière was de zoon van een onderwijzer en zijn moeder was de dochter van een rijke graanhandelaar. Zijn vader raakte tijdens de Eerste Wereldoorlog gewond en in oktober 1917 overleed zijn moeder aan een besmettelijke ziekte die ze had opgelopen bij het verzorgen van gewonden uit Indochina. Charrière  was moeilijk te handhaven op de kostschool waar hij verbleef en op 2 mei 1925 liet zijn vader hem voor drie jaar bij de Franse marine tekenen. Na zijn opleiding in Toulon werd hij gestationeerd te Calvi, waar hij een tatoeage in de vorm van een grote vlinder op zijn borst liet zetten. Om de marine te ontvluchten verminkte Charrière zijn linkerduim en op 28 april 1927 werd hij uit de marine ontslagen.
Hij keerde terug naar de Ardèche waar hij werkte en rugby speelde. Intussen volgde hij een opleiding tot ambtenaar, maar wegens zijn militaire strafdossier werd hij niet aangenomen. In 1928 vertrok hij naar Parijs. Hier leefde hij van kleine criminaliteit. In de onderwereld van Montmartre stond hij bekend onder de naam "Papillon" (Vlinder), naar de tatoeage op zijn borst. Ter onderscheid van een andere "Papillon" werd hij meestal "Papillon pouce-coupé" genoemd (Vlinder met de afgesneden duim). 
Op 26 maart 1930 raakte Roland Legrand, een bevriende crimineel, gewond door een buikschot. Legrand werd overgebracht naar het Hôpital Lariboisière waar hij de volgende dag stierf na tegenover de politie de naam van de schutter te hebben genoemd: "Papillon Roger". Op 7 april arresteerde de politie echter Charrière.
Op 28 oktober 1931 werd Charrière tot levenslange dwangarbeid veroordeeld wegens die moord die hij niet had gepleegd. Hij bleef ontkennen dat hij de dader was. In de dertien jaar dat hij vastzat, ontsnapte hij negen keer, onder andere in 1936 samen met Charles Brunier, maar werd hij steeds weer opgepakt en teruggebracht. In 1944 ontvluchtte hij voorgoed. Charrière zat in diverse dwangarbeiderskampen, van Saint-Laurent tot het beruchte Duivelseiland.
Hij schreef over deze periode de avonturenroman Papillon, die in 1969 uitkwam. Er werden ruim 13 miljoen exemplaren in 30 vertalingen van verkocht en het boek maakte hem in één klap beroemd en steenrijk. Het verhaal werd in 1973 verfilmd (Papillon) door Franklin J. Schaffner, met Steve McQueen, Dustin Hoffman en Victor Jory in de hoofdrollen en in 2017 volgde een remake. Hoewel Charrière het deed voorkomen alsof Papillon een autobiografie was, werden in het boek waarschijnlijk ook belevenissen van Charles Brunier en van René Belbenoît verwerkt.
In 1972 kwam het vervolg op Papillon uit, getiteld Banco (Kassa). In dit boek lichtte Charrière toe wat er precies gebeurde rondom zijn proces, hoe het hem was vergaan sinds zijn laatste, geslaagde ontsnappingspoging en hoe zijn eerste boek uiteindelijk zijn fortuin werd.
Charrière overleed op 66-jarige leeftijd in Spanje aan keelkanker. Hij werd conform zijn laatste wens begraven in Lanas (Ardèche).

## Verwijzingen
- In 2009 bracht de Britse groep Editors het lied Papillon uit.

- Bibsys: 90106755
- Biblioteca Nacional de Chile: 000035739
- Biblioteca Nacional de España: XX834105
- Bibliothèque nationale de France: cb11896230g (data)
- Catàleg d'autoritats de noms i títols de Catalunya: 981058581196806706
- CiNii: DA04633632
- Gemeinsame Normdatei: 123638658
- International Standard Name Identifier: 0000 0001 2028 757X
- Library of Congress Control Number: n50038422
- Nationale Bibliotheek van Letland: 000067337
- MusicBrainz: 69af8b0d-6088-4011-a473-c2ff8680e033
- Bibliotheek van het Japanse parlement: 00435775
- Nationale Bibliotheek van Tsjechië: jn20000603101
- Nationale bibliotheek van Australië: 35027476
- Nationale Bibliotheek van Israël: 987007272990405171
- Nationale Bibliotheek van Polen: a0000001178463
- Nationale en Universitaire bibliotheek Zagreb: 000296527
- Nederlandse Thesaurus van Auteursnamen: 070394911
- Réseau des bibliothèques de Suisse occidentale: 02-A003097172
- Russische Staatsbibliotheek: 000171777
- LIBRIS: 181441
- SNAC: w6p59c2m
- Système universitaire de documentation: 026780682
- Trove: 800954
- Virtual International Authority File: 76313345
- WorldCat: E39PBJhX3PjmmvkwBfRQcDJkXd